# It's a Knockout
It's a Knockout è un videogioco sportivo multievento, con discipline fantasiose e demenziali, pubblicato nel 1986 per Amstrad CPC, Commodore 64 e ZX Spectrum dalla Ocean Software. Prende il nome, con licenza, dal programma televisivo della BBC It's a Knockout, versione britannica di Giochi senza frontiere.
Il videogioco ottenne generalmente recensioni negative dalle riviste dell'epoca.

## Modalità di gioco
Il gioco consiste sempre nell'affrontare tutte le discipline con 6 concorrenti, corrispondenti ai paesi europei Regno Unito, Germania, Francia, Italia, Belgio e Paesi Bassi. Ciascuna nazione può essere controllata da un giocatore, altrimenti i suoi risultati vengono calcolati dal computer. Tutti gli eventi vengono affrontati da un giocatore alla volta, con l'obiettivo di fare più punti possibile prima dello scadere del tempo. Gli eventi si susseguono in ordine prestabilito, eccetto il Bronte Bash che viene affrontato da una sola nazione a caso alla volta tra un evento e l'altro.
Gli eventi sono i seguenti:
- Bronte Bash: da sei buche nel terreno, disposte una di fianco all'altra, spuntano fuori delle teste di dinosauri per pochi istanti, e il concorrente manovrando una gru deve colpirle con un peso da una tonnellata.
- Flying Flans: dei budini vengono lanciati al di là di un muro con traiettorie variabili e il concorrente, muovendosi a destra e sinistra, deve prenderli al volo su un vassoio. Quelli che cadono a terra rendono il pavimento scivoloso.
- Harlem Hoppers: delle palline vengono fatte rotolare lungo la schiena di un dromedario, fino a schizzare via dalla coda con traiettorie variabili. Anche in questo caso il concorrente deve prenderle al volo spostandosi in orizzontale, ma i movimenti sono resi difficili da un elastico che lo trattiene.
- Titanic Drop: i componenti di ogni squadra si calano giù uno alla volta da una nave appesi a una corda obliqua e devono sganciarsi al momento giusto per cadere dentro quattro salvagenti.
- Diet of Worms: il giocatore e il computer controllano ciascuno una gallina in un'aia bidimensionale isometrica e devono beccare dei vermi che spuntano dal terreno, per poi portarli uno alla volta al proprio contenitore.
- Obstacle Race: una gara di corsa a scorrimento orizzontale contro un avversario controllato dal computer; bisogna prendere velocità con lo smanettamento e saltare vari tipi di ostacoli.